# Gronatshof
Gronatshof ist ein bayerischer Weiler, der zur Gemeinde Birgland im Oberpfälzer Landkreis Amberg-Sulzbach gehört.

## Geografie
Der Weiler im Norden des Oberpfälzer Jura ist einer von 42 amtlich benannten Gemeindeteilen der Gemeinde Birgland im westlichen Teil der Oberpfalz. Das auf einer Höhe von 532 m ü. NHN gelegene Gronatshof ist etwa acht Kilometer von dem nordöstlich liegenden Pfarrdorf Illschwang entfernt, in dem die Birglander Gemeindeverwaltung ihren Sitz hat.

## Geschichte

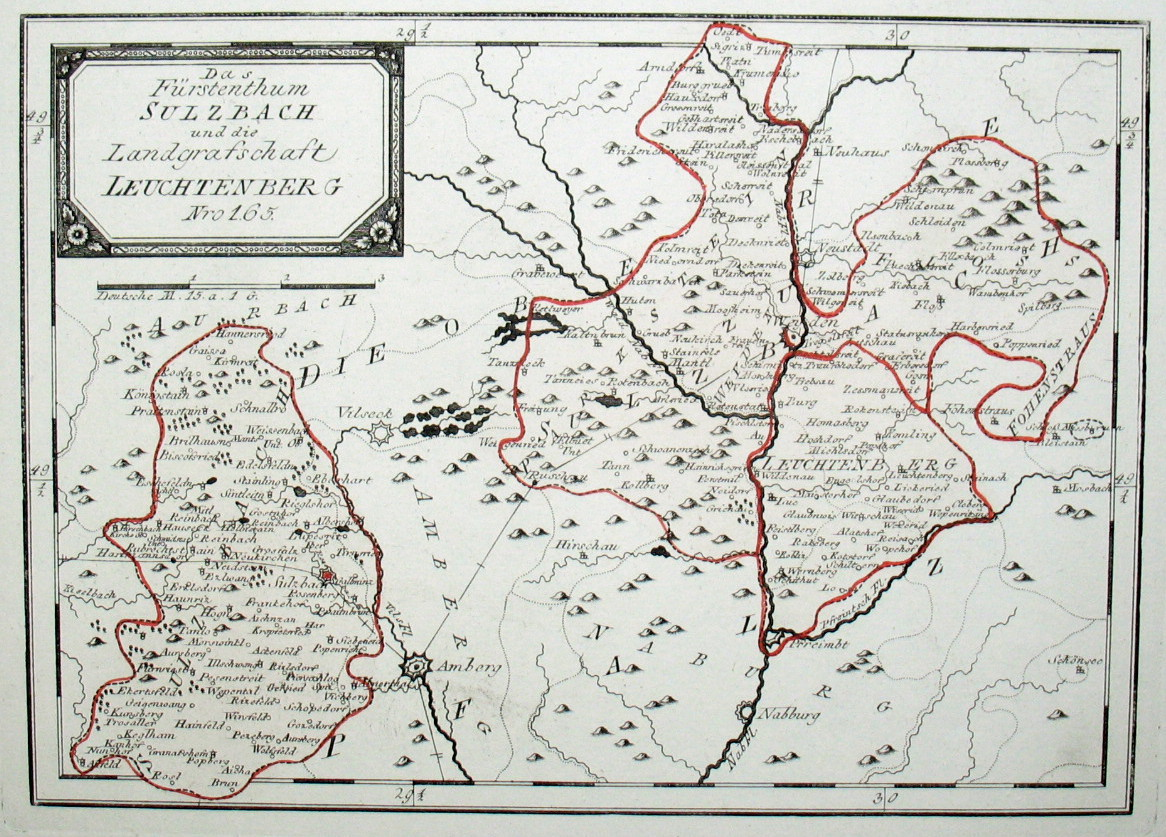
Das Territorium des Herzogtums Sulzbach mit dem Gebiet des Landrichteramtes Sulzbach im Südwesten

Zum Ende des Heiligen Römischen Reiches unterstand der bis 1777 kurpfälzische Weiler der Landeshoheit des Kurfürstentums Pfalzbaiern. Er gehörte dabei zum Landrichteramt Sulzbach, dem südwestlichen Teil des wittelsbachischen Herzogtums Sulzbach. Im Rahmen des im Herzogtum Sulzbach seit 1652 geltenden Simultaneums waren die evangelischen Einwohner des damals aus sechs Anwesen bestehenden Ortes nach Fürnried gepfarrt, die katholischen Einwohner der Pfarrei in Heldmannsberg zugeordnet.
Durch die Verwaltungsreformen zu Beginn des 19. Jahrhunderts im Königreich Bayern wurde Gronatshof mit dem Zweiten Gemeindeedikt im Jahr 1818 ein Bestandteil der Landgemeinde Poppberg, zu der auch die Orte Hainfeld, Matzenhof und Ödamershüll gehörten. Im Zuge der kommunalen Gebietsreform in Bayern in den 1970er Jahren wurde Gronatshof zusammen mit der Gemeinde Poppberg am 1. Juli 1972 in die neu gebildete Flächengemeinde Birgland eingegliedert. Im Jahr 1987 zählte das aus sieben Anwesen bestehende Gronatshof 35 Einwohner.

## Verkehr
Eine aus dem Südsüdwesten von Matzenhof kommende Gemeindeverbindungsstraße durchquert den Ort und führt weiter nach Poppberg. Der ÖPNV bedient den Weiler an einer Haltestelle der Buslinie 24 des VGN. Der am schnellsten erreichbare Bahnhof befindet sich in Sulzbach-Rosenberg an der Bahnstrecke Nürnberg–Schwandorf.